# Bolivia en los Juegos Olímpicos de Albertville 1992
Bolivia estuvo representada en los Juegos Olímpicos de Albertville 1992 por cinco deportistas masculinos que compitieron en esquí alpino.
El portador de la bandera en la ceremonia de apertura fue el esquiador alpino Guillermo Ávila. El equipo olímpico boliviano no obtuvo ninguna medalla en estos Juegos.